# Arnulfo de Holanda
Arnulfo de Gante, nacido en Gante hacia 951, y fue muerto cerca del río Mosa el 18 de septiembre de 993. Conde de Holanda y de Gante desde 988 a 993, era hijo de Teodorico II y de Hildegarda de Flandes.
Al nacer en Gante le fue atribuido el sobrenombre de Arnulf Gandensis. La primera mención de su existencia figura en documento de su época, datado el  26 de octubre de 970 donde es citado junto con sus padres. Aparece totalmente como su padre y  a su lado en numerosas actas jurídicas flamencas.
Se casó en mayo de  980 con  Lutgarda de Luxemburgo (nacida en 955 en Bruselas, hija de Sigfrido, conde de Luxemburgo). Lutgarda era hermana de Cunegunda de Luxemburgo, esposa del emperador Enrique II el Santo.  Arnulfo y Lutgarda tuvieron tres hijos:
- Adelaida († hacia 1045), casada en primeras nupcias con Balduino II, conde de Boulogne, y después con Enguerrand I, conde de Ponthieu,
- Tedorico III (hacia 980 † 1044).
- Sigfrido (hacia 980 † 1030).

Arnulfo luchó contra los Frisones occidentales que se habían sublevado, alentados por Folcmaro, obispo de Utrech, y se negaban a prestarle juramento de vasallaje.
Ofreció una parte de sus tierras al monasterio de Egmond, entre ellas Bergan (hoy Hillegersberg y Schie (hoy  Overschie en la ribera del Schie. Esta donación posiblemente recompensaba los esfuerzos de desecación por los monjes de la Abadía de Egmond de los pantanos holandeses. 
En 983 acompañó al emperador Otón II a Roma y aumentó sus territorios hacia el sur.
Según unos autores, Arnulfo fue muerto el 18 de septiembre 993, probablemente en la desembocadura del Mosa.   Según Louis Moréri, murió en la batalla de Winchel o , según Louis G. F. Kerroux,  en la llanura de Winkelmade en lo que hoy sería Winkel, un pequeño pueblo de Frisia. 
Fue enterrado, así como otros miembros de su familia,  en la abadía de Egmond. Su esposa Lutgarda ofreció el territorio de Rugge a la abadía de San Pedro de Gante el 20 de septiembre de 993 como sufragio por el alma de su marido. En julio de 1005, Lutgarda llegó a un acuerdo de paz con los Frisones occidentales.